# Schneeberg (Unterfranken)
Schneeberg ist ein Markt im unterfränkischen Landkreis Miltenberg.

## Geografie

### Geografische Lage
Die Gemeinde liegt im Odenwald in der Region Bayerischer Untermain. Der topographisch höchste Punkt der Gemeinde befindet sich mit 471 m ü. NHN (Lage) am Gipfel des Winterberges südlich von Hambrunn, der niedrigste liegt am Billbach auf 158 m ü. NHN (Lage).

### Gemeindegliederung
Die Gemeinde hat drei Gemeindeteile (in Klammern der Siedlungstyp):
- Hambrunn (Kirchdorf)
- Schneeberg (Markt)
- Zittenfelden (Kirchdorf)

Es gibt die Gemarkungen Hambrunn, Schneeberg und Zittenfelden.
Zu Schneeberg gehört eine Exklave im Wald südöstlich von Reichartshausen, das selbst eine Exklave der Stadt Amorbach ist.

## Geschichte

### Bis zur Gemeindegründung
Zur Zeit der ersten Rodungen und der Besiedlung des Marsbach-, Morre- und Muththales im achten oder neunten Jahrhundert hieß Schneeberg noch Sneiteberc. Die erste urkundliche Erwähnung von Schneeberg war im Jahr 1237, wodurch die damaligen Besitzverhältnisse dokumentiert wurden.
Schneeberg gehörte zum Großherzogtum Hessen-Darmstadt. Seit dem Münchner Vertrag von 1816 gehört der Ort zu Bayern. Der mainzische Ort wurde im Reichsdeputationshauptschluss 1803 den Fürsten von Leiningen zugesprochen, 1806 durch Baden mediatisiert und 1810 an Hessen-Darmstadt abgetreten. Im Rezess Hessen/Bayern (Frankfurt 1816) fiel es schließlich an Bayern. Im Zuge der Verwaltungsreformen in Bayern entstand mit dem Gemeindeedikt von 1818 die heutige Gemeinde.

### Verwaltungsgeschichte
Im Jahr 1862 wurde das Bezirksamt Miltenberg gebildet, auf dessen Verwaltungsgebiet Schneeberg lag. Wie überall im Deutschen Reich wurde 1939 die Bezeichnung Landkreis eingeführt. Schneeberg war nun eine der 31 Gemeinden im Altkreis Miltenberg. Dieser schloss sich am 1. Juli 1972 mit dem Landkreis Obernburg am Main zum neuen Landkreis Miltenberg zusammen.

### Name

#### Etymologie
Der Name Schneeberg besteht aus den mittelhochdeutschen Wörtern sneite und bërc. Das Wort sneite bedeutet dabei so viel wie „durch den Wald gehauener Weg“ oder „Durchstieg“ (Schneise). Die ersten Rodungen fanden im Bereich eines tief eingeschnittenen Tals zwischen den steil ansteigenden Berghöhen des Odenwalds statt.

#### Frühere Schreibweisen
Frühere Schreibweisen des Ortes aus diversen historischen Karten und Urkunden:
| - 1272 Sneiteberc - 1350 Sneytberg - 1395 Sneideberg - 1440 Sneidberg | - 1499 Schneidberg - 1546 Schneidenberge - 1570 Schnaypergk - 1592 Schneyberg - 1785 Schneeberg |

### Eingemeindungen
Im Zuge der Gebietsreform in Bayern wurden am 1. Januar 1975 die Gemeinde Hambrunn und von der aufgelösten Gemeinde Beuchen, die bis 1870 Beuchen-Zittenfelden hieß, der Gemeindeteil Zittenfelden eingegliedert, während Beuchen der Stadt Amorbach zugesprochen wurde.

### Einwohnerentwicklung
| Jahr      | 1961 | 1970 | 1987 | 1991 | 1995 | 2000 | 2004 | 2005 | 2006 | 2007 | 2008 | 2009 | 2010 | 2011 | 2012 | 2013 | 2014 | 2015 | 2016 | 2020 | 2021 | 2022 | 2023 |
| Einwohner | 1466 | 1754 | 1822 | 1987 | 1968 | 1904 | 1902 | 1897 | 1865 | 1834 | 1845 | 1829 | 1798 | 1788 | 1803 | 1783 | 1801 | 1785 | 1798 | 1896 | 1881 | 1904 | 1885 |

Im Zeitraum 1988 bis 2018 sank die Einwohnerzahl von 1820 auf 1777 um 43 Einwohner bzw. um 2,4 %. 1992 zählte der Markt 2029 Einwohner.
Quelle: BayLfStat
Der Markt Schneeberg ermittelte am 1. Januar 2023 unter den Einwohnern 1722 Menschen mit deutscher Staatsbürgerschaft (91,4 %), 1748 hatten in Schneeberg ihren Hauptwohnsitz.

## Politik
- SPD: 2
- FW/Bürgerblock: 5
- CSU: 5

### Gemeinderat
Der Gemeinderat besteht nach der Kommunalwahl am 15. März 2020 aus zwölf Personen. Ihre Verteilung auf die Parteien und Gruppierungen zeigt das nebenstehende Diagramm.

### Bürgermeister
Erster Bürgermeister ist seit März 2020 Kurt Repp (CSU). Er wurde mit 88,94 % gewählt.
Von 1996 bis 2020 war Erich Kuhn (CSU) Erster Bürgermeister, dessen Vorgänger im Amt war Artur Trunk.

### Wappen
|  | Blasonierung: „Gespalten von Rot und Silber; vorne eine silberne Lilie mit einer goldenen Krone anstelle des Bundes, hinten auf grünem Dreiberg ein grüner Nadelbaum.“ |
|  | |

## Wirtschaft und Infrastruktur

### Wirtschaft einschließlich Land- und Forstwirtschaft
Bis ins 19. Jahrhundert wurde in der Gemeinde Schneeberg Wein in Terrassenbauweise angebaut, erst erhebliche Ernteausfälle durch Frost in den Jahren 1794–1796 leiteten zusammen mit der Auflösung mehrerer umliegender Weinbauklöster sowie vermehrter Weinimporte aus Frankreich den Niedergang ein.
Zudem wurde von etwa 1948 bis 1959 Tabakanbau hauptsächlich von Rindviehhaltern betrieben.
2017 gab es in der Gemeinde 324 sozialversicherungspflichtige Arbeitsplätze. Von der Wohnbevölkerung standen 776 Personen in einem versicherungspflichtigen Beschäftigungsverhältnis. Damit war die Zahl der Auspendler um 452 Personen größer als die der Einpendler. 25 Einwohner waren arbeitslos. 2016 gab es 9 landwirtschaftliche Betriebe.

### Verkehr
Durch Amorbach führt die Bundesstraße 47, die Nibelungenstraße, auf dem Weg von Michelstadt im Westen nach Walldürn im Osten.
Der Haltepunkt Schneeberg im Odenwald liegt an der Bahnstrecke Seckach–Miltenberg (KBS 784), auch Madonnenlandbahn genannt. In Seckach besteht Anschluss an die S-Bahn Rhein-Neckar, die in den Verkehrsverbund Rhein-Neckar (VRN) integriert ist. Der Bahnhof gehört außerdem zum Übergangs-Tarifgebiet des Rhein-Main-Verkehrsverbundes.
Der ÖPNV wird durch die Verkehrsgemeinschaft am Bayerischen Untermain betrieben.

### Radfernwege
Durch den Ort führen folgende Radwanderwege:
- Der 225 km lange 3-Länder-Radweg führt als Rundweg durch das Dreiländereck von Hessen, Baden-Württemberg und Bayern. Entlang von Mümling, Neckar und Main erkundet die Route den Odenwald.
- Der Deutsche Limes-Radweg führt von Bad Hönningen durch Westerwald, Taunus und Odenwald zum 818 Kilometer entfernten Regensburg und orientiert sich am historischen Verlauf des Obergermanisch-Raetischen Limes.

### Wanderwege
Nahe dem Ortsteil Zittenfelden, direkt an der Zittenfeldener Quelle verläuft der Nibelungensteig, ein 130 Kilometer langer, mit dem Gütesiegel „Qualitätsweg Wanderbares Deutschland“ zertifizierter Fernwanderweg. Ebenfalls führt die Westschleife des 794 km langen Fränkischen Marienwegs an der Wallfahrtskirche Mariä Geburt in Schneeberg vorbei.

### Bildung
Es gibt folgende Einrichtungen (Stand: 2018):
- Eine Kindertageseinrichtung mit 90 Plätzen und 86 Kindern

## Persönlichkeiten
- Alfred Pfaff (* 16. Juli 1926 in Frankfurt-Rödelheim; † 27. Dezember 2008 in Erlenbach am Main) war ein deutscher Fußballspieler und Fußballweltmeister von 1954. Er lebte von 1961 bis zu seinem Tod 2008 als Hotelier im Ortsteil Zittenfelden
- Bodo Kuhn (* 9. August 1967 in Miltenberg) hat an den Olympischen Sommerspielen 1988 in Seoul teilgenommen. Er gewann mit der 4-mal-400-Meter-Staffel der Herren die Bronze-Medaille (In den Vorläufen am Start, im Finallauf nicht eingesetzt).
- Artur Trunk (* 17. Mai 1932[13]; † 8. Mai 2013), Ehrenbürger und Bürgermeister a. D. von Schneeberg[14]